# Hage (Wüstung)

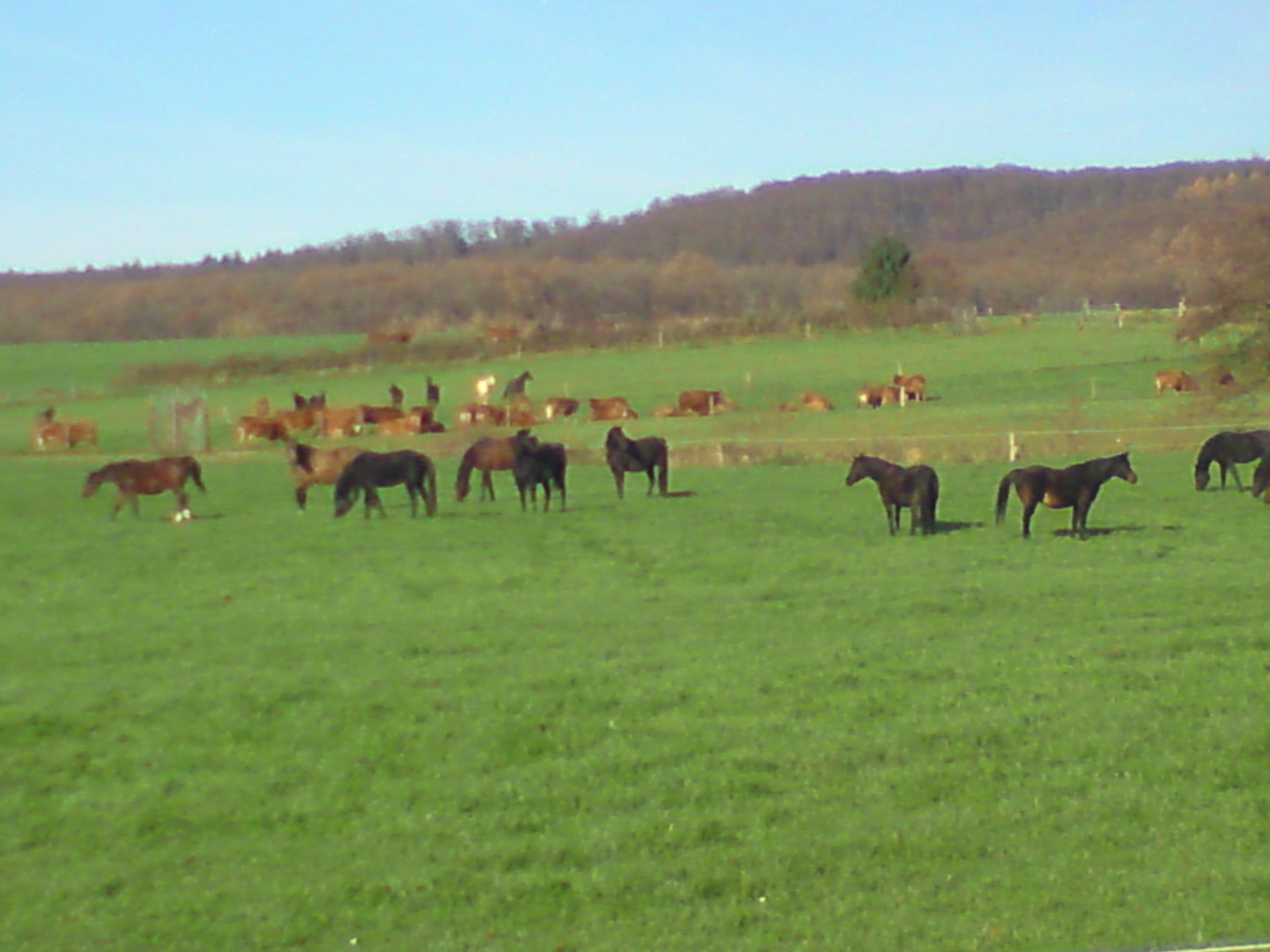
Hage heute

Hage (auch Hagen genannt) ist eine Wüstung im Landkreis Göttingen. Sie liegt rund 1,7 km nördlich von Herzberg am Harz im Hägerfeld.
Hage wurde erstmals im Jahre 1221 urkundlich erwähnt und im Dreißigjährigen Krieg zerstört. Heute liegt die Wüstung am Karstwanderweg, an dem ein Hinweisschild auf die ehemalige Siedlung hinweist. Von der Wüstung ist heute nichts mehr sichtbar. Etwa 1,2 km nordwestlich von Hage befand sich möglicherweise die Wüstung Steynowe. In der näheren Umgebung von Hage wird auch die Wüstung Hermelingerode vermutet.
Der Ortsname bedeutet ein durch eine Hecke eingehegtes Gebiet, siehe Hag.